# Revue française de pédagogie
La Revue française de pédagogie est une revue scientifique à comité de lecture éditée par l’INRP jusqu'en 2010, puis par l'Institut français de l’éducation après la dissolution de l'INRP. 
Elle est la principale revue française de recherche en sciences de l'éducation et elle est référencée par la liste de revues de sciences de l'éducation publiées par l'AECSE.
Elle est également considérée comme revue qualifiante en sciences de l'éducation et en sociologie par le CNU et l'HCERES, et elle figure sur les listes de revues établies conjointement par ces deux instances, publiées conjointement par ces deux organismes. 

## Suivi de la revue
Elle bénéficie du suivi du service Veille et Analyse de l'IFÉ et figure sur la liste d'une centaine de revues traitant de questions d'éducation.
Chaque numéro contient une note de synthèse qui fait le point sur une question vive en sciences de l'éducation, une série d'articles scientifiques souvent constitués en dossiers et des recensions critiques d'ouvrages récents.

## Diffusion
Elle paraît depuis 1967 et publie quatre numéros papier par an. Elle propose un accès libre à ses archives en ligne, sur le site de la revue, à l'exception des quatre dernières années pour lesquelles seuls le sommaire et les résumés des articles sont accessibles et est également disponible sur le portail Cairn.info.

## Rédacteurs en chef
- Louis Legrand (1966-1980)
- Jean Hassenforder (1982-1994)
- Jean-Claude Forquin (1994-1999)
- André D. Robert (1999-2003)
- François Jacquet-Francillon et Jean-Yves Rochex (2004-)
- Sylvain Doussot et Xavier Pons